# Improved Orion
Improved Orion ist die Bezeichnung einer amerikanischen Höhenforschungsrakete aus der Orion-Serie, die auch vom DLR eingesetzt wird. Die Improved Orion hat eine Gipfelhöhe von 115 km, einen Startschub von 7 kN, eine Startmasse von 400 kg, einen Durchmesser von 0,35 m und eine Länge von 5,60 m.
Der Erstflug erfolgte am 6. März 1990 vom Startplatz Esrange in Schweden. Seitdem erfolgten viele Flüge, auch von den Startplätzen Andøya (Norwegen), Poker Flat (Alaska), SvalRak (Spitzbergen), Wallops Flight Facility (USA), White Sands (USA) und Alcantara (Brasilien).
Sie werden z. B. im REXUS-Programm eingesetzt.